# 南スーダンの言語

南スーダンにある英語の看板

南スーダンの言語（みなみスーダンのげんご）について述べる。南スーダンは、多言語国家であり、60を超える原住民語が話されている。国内の公用語は英語であり、植民地時代に導入された。
ほとんどの話者が、一部の原住民語、ディンカ語、ヌエル語、バリ語、ザンデ語を使っている。
英語とジュバ・アラビア語（アラビア語のピジン言語）が、特に首都ジュバで、リングワ・フランカとして数千人の人々に使われている。

## 公用語
2005年の独立に先立って、南部スーダン自治区の暫定憲法 Part 1, Chapter 1, No. 6 (2) において、「英語とアラビア語を高等教育の指導言語および南スーダン政府と州政府の公式な作業言語とする」と宣言された。
独立した新政府は、後にアラビア語を公用語から外して、英語を単独の公用語に選んだ。2011年の南スーダン共和国の暫定憲法Part One, 6(2)では、「英語を南スーダン共和国の公式な作業言語とする」と明記されている.。
フォーリン・ポリシーのLaura Kasinofは、南スーダンがスーダンから距離を置くために英語が選ばれたと書いた。南スーダンは、東アフリカ共同体との関係を深めるために、スワヒリ語を第二の公用語として受け入れることに関心を示している。

## 原住民語

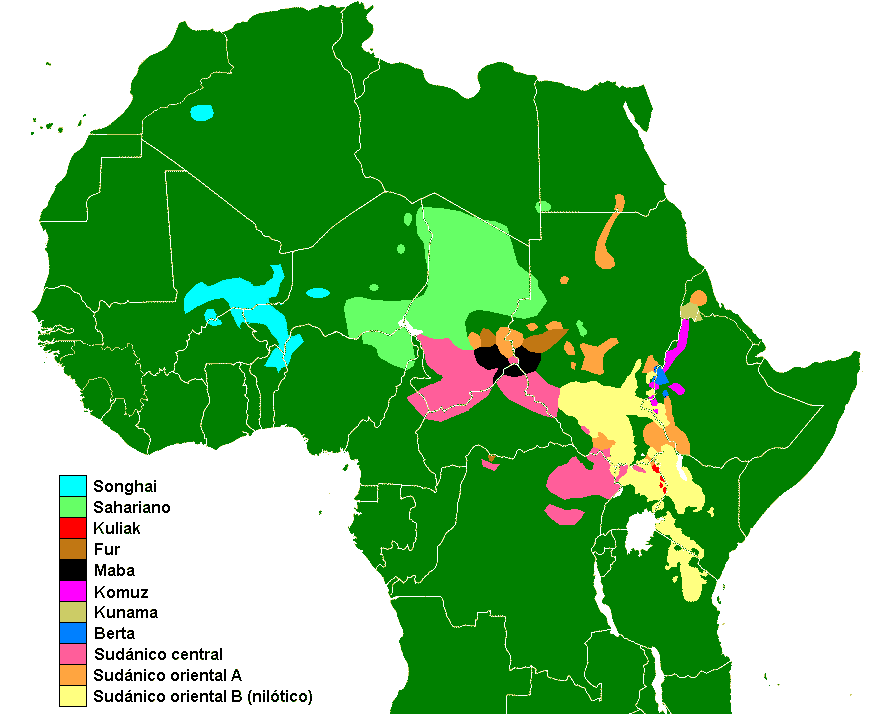
アフリカにおけるナイル・サハラ語族に関する地図。東スーダン語派と中央スーダン語派が南スーダンで普及している。

60を超える原住民語が南スーダンで話されている。原住民語のほとんどがナイル・サハラ語族に分類され、総称して、ナイル・サハラ語族の語派の2つ（東スーダン語派と中央スーダン語派）を表す。残りは、ニジェール・コンゴ語族のウバンギ諸語に属して、南西部で話されている。
南スーダンにおける多くの原住民語について、入手できる最近の統計のほとんどが1980年代にさかのぼる。その頃から、独立戦争で多くの市民が亡くなり、スーダンに、またはスーダンを越えて大規模な難民移動がもたらされた。19世紀から20世紀にかけて、ヨーロッパ勢力によって植民地の境界が制定されたことで、南スーダンの原住民語の一部が近隣国で話され、場合によっては南スーダンより話者が多い。例えば、ザンデ語は近隣のコンゴ民主共和国で2倍の話者がいると推定され、バンダ語は南スーダンより中央アフリカ共和国の方が話者が多い可能性がある。
南スーダンで最も話者が多いのは、ヌエル語であり、1982年に、74万人に話されていた。en:Abstand and ausbau languagesまたは方言連続体であるディンカ語は1986年に140万人の話者がいたとされる。この2言語は互いに密接に関連し合っている。バリ語は2000年に42万人、ザンデ語は1982年に35万人、話者がいた。ウバンギ諸語において、入手できる数字により、ザンデ語が南スーダンでかなりの数の話者がいる唯一の言語であることが示されている.。
2005年の暫定憲法Part 1, Chapter 1, No. 6 (1) において、「南スーダンにおける全ての原住民語は国語であり尊重され、発展され、推進されるべきとする」と宣言された。
2011年の新たな南スーダン共和国の暫定憲法では、Part 1, Chapter 1, No. 6 (1) において「南スーダンにおける全ての原住民語は国語であり尊重され、発展され、推進されるべきとする」、Part 1, Chapter 1, No. 6 (2)において、「英語は全ての教育水準における指導言語および南スーダン共和国の公式な作業言語とする」と宣言された。

## 原住民語の喪失
1950年以降、3つの南スーダンの原住民語（トゴヨ語、モロコド語、Homa）が絶滅しつつあり、もはや儀式においても使われなくなっている。エスノローグにより認定された、現存する68言語のうち、17言語が「危機に瀕している」と認定された。en:Guru languageが唯一儀式で使われている。Ajaとen:Mangayat peopleには、言語をめったに使わない高齢の話者しかいない。
西部中央のバンダ語、Indri、en:Nyolge languageが高齢者に一般的に使われるが、子育て世代で実際に話す者はいない。さらに、9言語が子どもに伝えられず、en:Bongaとen:Lokoya languageが全ての世代で話されているものの、急激に話者が減少している。

## 原住民語以外の言語
イギリス・エジプト領スーダンで行われた1928年4月のrejaf language conferenceで、南部で英語による学校教育が行われることが決まった。独立後、スーダン政府は英語をアラビア語に置き換えようとしたが、1972年の和平協定の一環として、スーダン南部のほとんどの学校で英語が教育の手段として継続することが保証された。英語は、南スーダンあるいはディアスポラで、学校に行く機会を得た人々によって広く話されている。
ケニア駐在の南スーダンの大使が、2011年8月2日、「南スーダンにおいて、スーダンやアラブ連盟ではなく東アフリカ共同体への方向で、スワヒリ語がリングワ・フランカとして、アラビア語と置き換える目的で導入される」と述べた。それにもかかわらず、南スーダンは2014年3月25日にアラブ連盟に加盟申請したが、まだ保留中である。新聞アッシャルクル・アウサトのインタビューで、南スーダンの外務大臣デン・アロルは「南スーダンはアフリカでアラブ世界に最も近い国である。我々はジュバ・アラビア語として知られる独特なアラビア語を話している」と述べた。スーダンは、アラブ連盟に対する南スーダンの加盟申請を支持している。
スーダン内戦中にキューバで育てられた600人ほどのスーダン難民のグループも流暢にスペイン語を話す。彼らはthe Cubanosと名付けられ、独立時までにジュバに定住した。
スーダンとの国境地帯である西バハル・アル・ガザール州で、en:Baggara Arabs（伝統的な遊牧民）が人数が不確定ながら季節ごとにまたは恒久的に居住している。彼らの言語はアラビア語チャド方言であり、伝統的な領域はコルドファンとダルフールのスーダン側にある。首都ジュバには、ジュバ・アラビア語（アラビア語のピジン言語）を話す数千人の人々がいる 。南スーダンが1世紀ほどスーダンの一部だったので、南スーダン人の中には、アラビア語スーダン方言やフスハー（標準アラビア語）に精通している人々もいる。ジュバ・アラビア語が南スーダンでリングワ・フランカになっている。

## 備考
1. ↑  The Transitional Constitution of the Republic of South Sudan, Part One, 6(1): "All indigenous languages of South Sudan are national languages and shall be respected, developed and promoted".[1]